# Taurus-Abhörfall

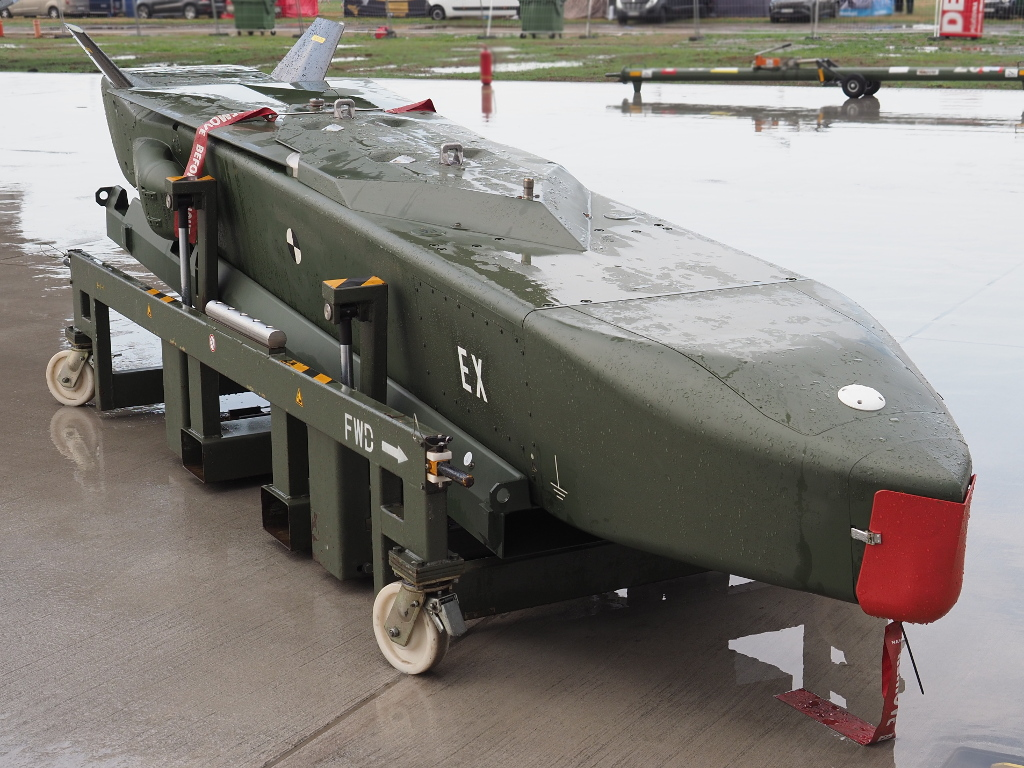
Deutscher Marschflugkörper Taurus KEPD-350

Der Taurus-Abhörfall (auch als Taurus-Abhöraffäre, Taurus-Affäre und Taurus-Leak bezeichnet) geschah anlässlich einer abgehörten Webkonferenz der deutschen Bundeswehr, bei der der Inspekteur der Luftwaffe Ingo Gerhartz am 19. Februar 2024 und drei hochrangige Offiziere der Luftwaffe technische Voraussetzungen, Einsatzszenarien und politische Implikationen einer etwaigen Lieferung deutscher Taurus-Marschflugkörper im Russisch-Ukrainischen Krieg besprachen. Zweck der Besprechung war die Vorbereitung eines Briefings für den Verteidigungsminister, nicht die Ausarbeitung vorgegebener Einsatzpläne. Zentrale Punkte waren die Möglichkeit der Zerstörung der Krim-Brücke und die Fähigkeit der Ukraine, Taurus auch ohne direkte deutsche Beteiligung einzusetzen. Das Gespräch wurde mutmaßlich durch einen russischen Geheimdienst aufgezeichnet und Anfang März 2024 auf russischen Nachrichtenkanälen verbreitet.
Zwei Teilnehmer, darunter Gerhartz, hatten sich über eine unsichere Verbindung in das Gespräch eingewählt. Der Vorfall wurde von der Staatsanwaltschaft und dem Militärischen Abschirmdienst untersucht. Außerdem wurden strafrechtliche Vorermittlungen durchgeführt und am 10. April 2024 eingestellt. Gegen die beiden Offiziere wurde im Juni 2024 jeweils eine einfache Disziplinarmaßnahme in Form einer Disziplinarbuße verhängt.
Die Reaktionen in In- und Ausland reichten von Relativierungen bis zu schweren Vorwürfen wegen der mangelnden Geheimhaltung vor allem der Anwesenheit von Engländern und Amerikanern in der Ukraine. Russland sah in den Gesprächsinhalten seine Darstellung einer aktiven Kriegsteilnahme von NATO-Staaten, besonders auch Deutschlands, bestätigt.

## Hintergrund

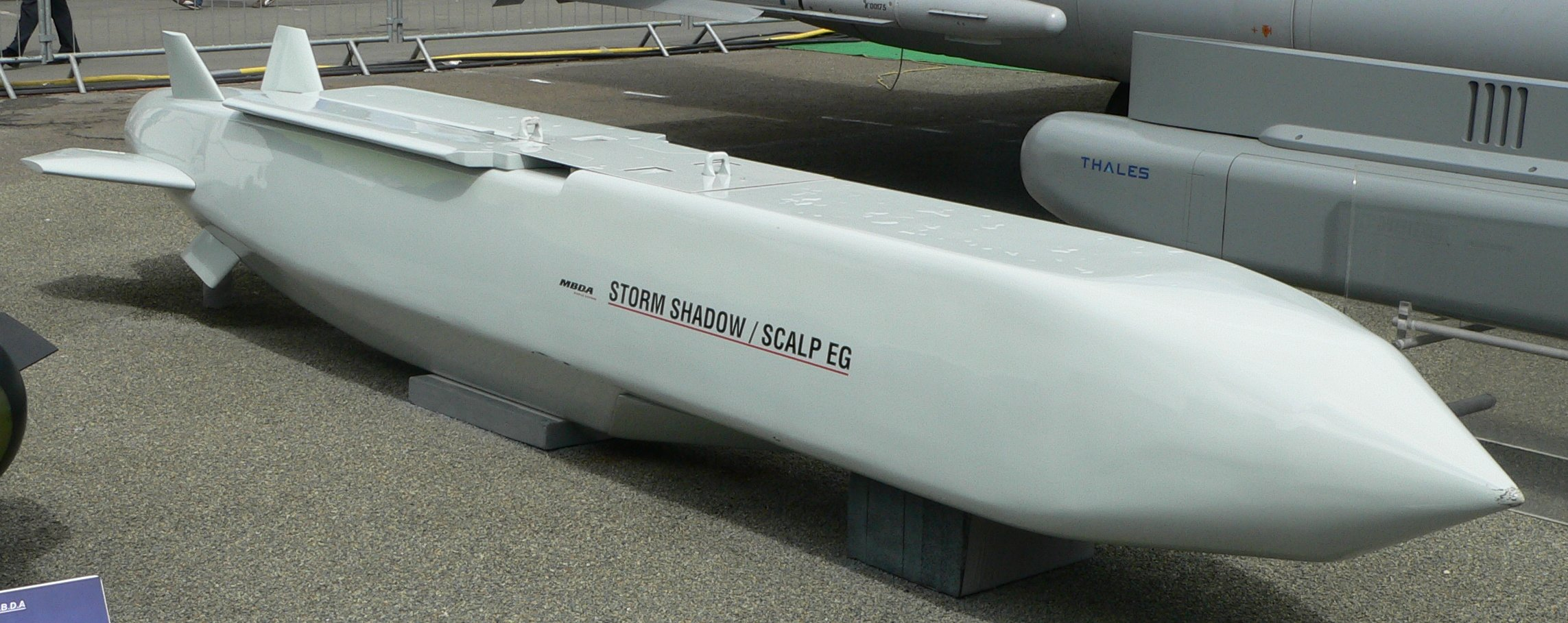
Marschflugkörper Storm Shadow/SCALP-EG

Im Laufe der seit Sommer 2023 andauernden Kontroverse um eine mögliche Lieferung von zweimal 50 der insgesamt 600 deutschen Taurus-Marschflugkörper an die Ukraine verkündete der deutsche Bundeskanzler Olaf Scholz Ende Februar 2024 öffentlich, dass britische und französische Truppen den Streitkräften der Ukraine dabei hälfen, die von ihnen gelieferten Storm Shadow/SCALP-Marschflugkörper abzufeuern. Diese haben – abhängig von der Version, die der Ukraine zur Verfügung gestellt worden ist – entweder eine kürzere oder ähnliche Reichweite wie der Taurus. Im Vereinigten Königreich wurde Scholz daraufhin Geheimnisverrat vorgeworfen. Scholz lehnte die Lieferung von Taurus-Marschflugkörpern an die Ukraine ab, weil die Kontrolle des Einsatzes dieser Waffen eine deutsche Beteiligung erfordern würde, insbesondere um einen möglichen Angriff auf Moskau zu verhindern. Diese Beteiligung schloss er jedoch aus, da sie seiner Meinung nach mit dem deutschen Grundgesetz unvereinbar sei.
Wenige Tage vor Scholz’ öffentlichen Äußerungen, am 19. Februar 2024, wurde ein Gespräch anlässlich der Vorbereitung eines Briefings für den Bundesminister der Verteidigung, Boris Pistorius, zum Thema Taurus abgehört und vermutlich in russischem Auftrag aufgezeichnet.

## Hergang
Brigadegeneral Frank Gräfe, Abteilungsleiter für Einsätze und Übungen im Kommando Luftwaffe, besuchte im Februar 2024 die Singapore Airshow, eine bedeutende zivile und militärische Luftfahrtmesse. Er führte am 19. Februar ein Gespräch mit zwei Mitarbeitern von seinem Hotel in Singapur aus; später schaltete sich der Kommandeur der Luftwaffe General Ingo Gerhartz zu.
Das Gespräch, von dem der Mitschnitt einen 38 Minuten langen Teil abdeckt, auch das Vorgespräch Gräfes mit seinen Mitarbeitern, wurde mittels der Videokonferenz-Software Webex des US-amerikanischen Anbieters Cisco Systems geführt. Der Dienst ermöglicht per Telefonanruf oder Webbrowser zugeschaltete Gesprächsteilnehmer; diese Einwahlmethoden bieten jedoch keine Ende-zu-Ende-Verschlüsselung. Laut Verteidigungsminister Boris Pistorius wird Webex in einer „für den Dienstgebrauch zertifizierte[n] Variante“ verwendet. Das Gespräch konnte abgehört werden, nachdem sich der Teilnehmer aus Singapur über einen nicht autorisierten Kanal eingewählt hatte. Es handele sich um einen „individuellen Anwendungsfehler“.
Nach Darstellung der BBC ist nach Meinung von Alan Woodward vom Surrey Centre for Cyber Security das Umfeld der Airshow in Singapur dafür prädestiniert, durch Abhöranlagen ausgespäht zu werden, entweder in den Hotels selbst mittels IMSI-Catcher oder von außen, mit Langstreckenantennen in Kombination mit einer Computerprogrammierung. Der Berliner Kryptographieforscher Henning Seidler vermutete, dass der Offizier sich über sein Mobiltelefon eingewählt hatte. Der Anruf konnte so von der Antenne eines Spions angenommen und an die Hauptantenne weitergeleitet werden. Am 4. März sprach Pistorius diesbezüglich von einem „Zufallstreffer“. Am 11. März 2024 gab er bekannt, dass sich auch Gerhartz „falsch eingewählt“ habe, allerdings habe es bei diesem keinen Datenabfluss gegeben. Am 20. März wurde die Darstellung Pistorius’ in Zweifel gezogen: Nach WDR-Informationen seien zum Zeitpunkt seiner Darstellung weder die Computer und die Mobiltelefone der Gesprächsteilnehmer noch das WLAN des Hotels in Singapur abschließend untersucht worden.

## Inhalte

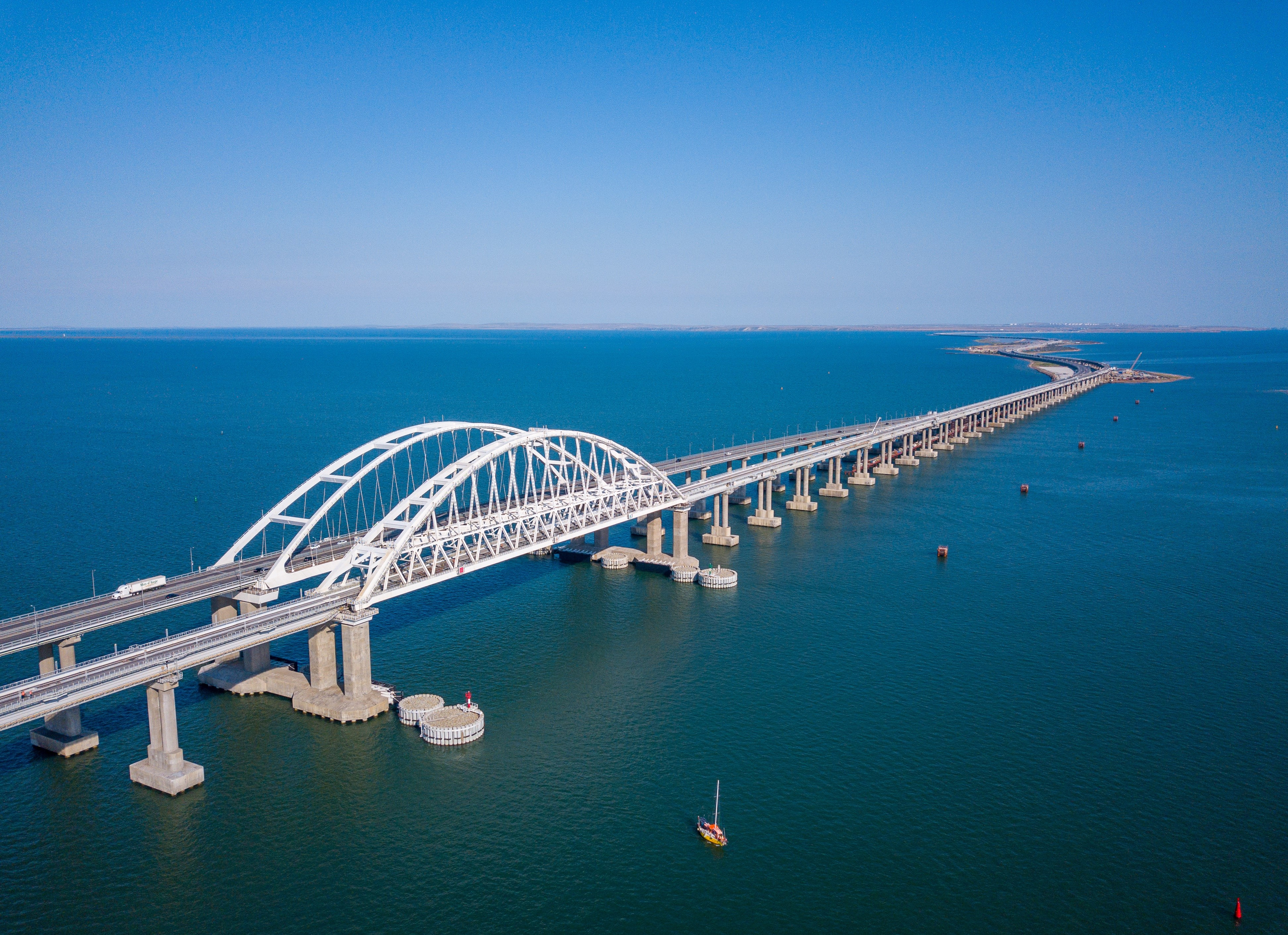
Krim-Brücke (2019)

Der Mitschnitt gibt das Gespräch im Ganzen wieder, von der Einwahl des ersten Teilnehmers in das Gespräch, das von einem Hauptmann eingerichtet wird, bis zur Verabschiedung der Gesprächspartner durch Gerhartz.
Vorgespräch
Vor dem Zutritt Gerhartz’ unterhalten sich die drei anderen Teilnehmer über private und dienstliche Angelegenheiten. Gräfe teilt mit, dass er General Schneider (Pacific Air Forces), getroffen habe, der zwei Wochen vorher auf General Kenneth Wilsbach (jetzt ACC) folgte. Er habe mit Schneider vereinbart, ihn kurzfristig in Alaska aufzusuchen, um ihm Näheres zu „unserem Plan“ mitzuteilen, das alles hätten sie Wilsbach schon im Oktober vorgestellt. Am Ende des Hauptgesprächs teilt Gräfe auch Gerhartz den Kontakt mit Schneider mit und will ihn in einem anschließenden separaten Gespräch über Einzelheiten informieren. Der anschließende separate Rückruf von Gerhartz dazu wurde nicht mitgeschnitten. Ein Teilnehmer bietet an, einen anderen Vorgang, der sich noch auf dem Dienstweg befindet, dem General Gräfe per WhatsApp vorab zur Kenntnis zu übermitteln.
Hauptgespräch
Das Hauptgespräch, das mutmaßlich als Verschlusssache und Staatsgeheimnis zu betrachten wäre, offenbart unter anderem Details zu Fähigkeiten des Flugkörpers wie Flughöhen, Vorbereitungszeit eines Einsatzes, Ausbildungsmöglichkeiten und -dauer der ukrainischen Streitkräfte, die Montage des Taurus an ukrainischen Suchoi Su-24 Flugzeugen, die Zielprogrammierung über IABG und das KSA, dazu als mögliche Ziele russische Munitionsdepots und die Krim-Brücke sowie die Auslagerung der Zuarbeit bei der Zielprogrammierung auf die Rüstungsfirma MBDA Deutschland. Die Teilnehmer sprachen auch über das von Briten und Franzosen gelieferte System Storm Shadow/SCALP und die Zusammenarbeit mit den Ukrainern   sowie über die Anzahl der einsatzbereiten ukrainischen Trägerflugzeuge. In der Telefonkonferenz wird auch die Anwesenheit von britischem und US-Personal in der Ukraine erwähnt: Die Engländer hätten „auch ein paar Leute vor Ort“, so Gerhartz. „Wir wissen ja auch, dass da viele Leute mit amerikanischem Akzent in Zivilklamotten rumlaufen“. Die Anwesenheit von ausländischem Personal wurde von der Ukraine bisher verneint. Ein anderer Teilnehmer erklärte, nachdem ukrainische Truppen in Deutschland ausgebildet worden seien, sei es die „richtige Vorgehensweise“, dass Großbritannien die weitere Begleitung übernehme.

## Brisanz der Inhalte
Mehrere Medien äußerten, die Inhalte seien schon bekannt gewesen, die Informationen seien keine Geheimnisse, das Leak sei unbedeutend. Die Neue Zürcher Zeitung (NZZ) stellte dagegen am 16. April 2024 dar, besonders brisant sei das Detail der Mitteilung zum Vorgehen der Engländer bei der Missionsplanung im Reachback, mit „Leuten vor Ort“. Die Briten würden den Ukrainern auch beim Beladen ihrer Flugzeuge mit dem französischen Marschflugkörper Scalp helfen. Damit, so Marco Seliger, habe Gerhartz als Luftwaffenchef die indirekte Kriegsbeteiligung eines NATO-Verbündeten preisgegeben. Das deutsche Gesetz über den Schutz der Truppen des Nordatlantikpaktes durch das Straf- und Ordnungswidrigkeitenrecht regele, „dass militärische Geheimnisse der Nato-Staaten so gewertet werden, als handle es sich um deutsche Staatsgeheimnisse. Die verdeckte Tätigkeit eigener Kräfte beim Einsatz der Marschflugkörper in der Ukraine dürfte sehr wahrscheinlich in Großbritannien als Staatsgeheimnis eingestuft sein.“ Die Richtigkeitsgewähr aus dem Munde deutscher Offiziere zu Fragen der Zielgenauigkeit, Verfügbarkeit und nötigen Anzahl von Taurus-Marschflugkörpern für einen Angriff gebe auch schon bekannten Informationen einen besonderen Charakter.

## Veröffentlichung
Veröffentlicht wurde das Gespräch am 1. März 2024 von der Chefredakteurin der Mediengruppe „Russland heute“ und des russischen Auslands- und Propagandasenders RT, Margarita Simonjan, auf ihrem Telegram-Kanal und auf Vk.com. Die Berichterstattung durch englischsprachige Medien enthielt einige Übersetzungsfehler. Aus Gerhartz’ Erwähnung des „Reachback“-Verfahrens – gemeint ist die Steuerung einer Mission von einem Heimatstandort statt vor Ort – wurden in englischsprachigen Berichten so beispielsweise „gepanzerte Ridgeback-Fahrzeuge“; der Satz „sie QCen auch die Ukrainer beim Beladen des Scalp“, in dem die denglische Wortschöpfung „QCen“ die Durchführung von „quality control“ bedeutete, verwandelte sich in englischen Zeitungen in die Behauptung, Marschflugkörper würden in Fahrzeugen vom Typ Audi Q7 transportiert. Rückübersetzt ins Deutsche waren diese Fehler dann zum Teil auch in deutschen Presseartikeln zu lesen; so erwähnte selbst die Tagesschau-Webseite zum Beispiel die gepanzerten „Ridgeback-Fahrzeuge“.
Die offenkundige Natur des Leaks stellt Dan Sabagh im Guardian vom 4. März 2024 als Abkehr von Moskaus früheren Operationen dar, bei denen gehackte Informationen über Vermittler wie Julian Assange von WikiLeaks gelaufen oder online veröffentlicht worden sein sollen.

## Reaktionen

### Deutschland
Die Bundesregierung bestätigte am 2. März die Echtheit des Mitschnittes. Der Militärische Abschirmdienst prüfte, wie schwer der Verstoß der Beteiligten gegen Regeln der militärischen Geheimhaltung war. Bundeskanzler Olaf Scholz nannte den Vorgang „eine sehr ernste Angelegenheit“.
Am 3. März bezeichnete Bundesverteidigungsminister Boris Pistorius den Vorfall in einer Erklärung im Ministerium als „Informationskrieg“ Russlands gegen Deutschland. Es handele sich um einen hybriden Angriff Russlands zur Desinformation, und es gehe um die Spaltung der Unterstützer der Ukraine sowie „darum, unsere Geschlossenheit zu untergraben“. Man dürfe Putin „nicht auf den Leim gehen“. Finanzminister Christian Lindner (FDP) erklärte, in dem abgehörten Gespräch der Bundeswehroffiziere seien „keine kritischen Informationen ausgetauscht“ worden, die nicht bereits öffentlich gewesen seien.
Im März 2024 leitete Generalbundesanwalt beim Bundesgerichtshof Jens Rommel ein Ermittlungsverfahren wegen des Verdachts auf geheimdienstliche Agententätigkeit gegen unbekannt ein.
Der Vorsitzende des Parlamentarischen Kontrollgremiums, Konstantin von Notz (Grüne), sprach von einem „maximal gravierenden Vorgang“.
Die Wehrbeauftragte des Deutschen Bundestages, Eva Högl (SPD), sah dringenden Handlungsbedarf, um Abhöraktionen zu verhindern. Alle Verantwortlichen auf allen Ebenen der Bundeswehr müssten umgehend in geschützter Kommunikation geschult werden. Man müsse mehr in Spionageabwehr investieren.
Marie-Agnes Strack-Zimmermann, Vorsitzende des Verteidigungsausschuss des Bundestags (FDP), erklärte: „Wir müssen dringend unsere Sicherheit und Spionageabwehr erhöhen, denn wir sind auf diesem Gebiet offensichtlich vulnerabel.“ Putin wolle erreichen, dass „wir jetzt alle übereinander herfallen“. Die Enthüllung sei kein Skandal, sondern beweise, dass Putin einen „hybriden Krieg auch uns gegenüber führt“. Statt personeller sollten technische Konsequenzen gezogen werden.
Die sicherheitspolitische Sprecherin der Grünen-Bundestagsfraktion, Sara Nanni, glaubt an eine gezielte Ablenkung: Es sei kein Zufall, dass der Lauschangriff gerade dann veröffentlicht worden seien, als die Recherchen zu Jan Marsalek bekannt wurden.
Thorsten Frei, Erster Parlamentarischer Geschäftsführer der CDU/CSU-Fraktion im Deutschen Bundestag, warf Bundeskanzler Scholz im Zuge der Veröffentlichungen Falschinformation vor. Er betonte, dass Scholz’ Aussagen zu Deutschlands Rolle als Kriegspartei und zu der nötigen Beteiligung von Bundeswehrpersonal an der Zielsteuerung der Taurus-Marschflugkörper nachweislich falsch seien. CSU-Landesgruppenchef Alexander Dobrindt wollte am 3. März 2024 die Einrichtung eines parlamentarischen Untersuchungsausschusses nicht ausschließen.
Roderich Kiesewetter (CDU), stellvertretender Vorsitzender des Parlamentarischen Kontrollgremiums und Oberst a. D. der Bundeswehr, sagte: „Wir brauchen mehr Systeme, die gehärtete Schutzvorrichtungen haben. Da ist das Bundesamt für Sicherheit in der Informationstechnik genauso gefragt wie die Führungskräfte, die solche Videokonferenzen ansetzen.“ Er unterstütze den Vorschlag Dobrindts nach einem Untersuchungsausschuss. Auch ein Sonderermittler, der das Gesamtgefüge kläre, sei denkbar.
Anke Domscheit-Berg (Die Linke) forderte, der Vorfall sollte ein Weckruf für die gesamte Bundesregierung sein und dazu führen, dass IT-Sicherheit endlich höchste Priorität genieße. Diese Notwendigkeit sah sie nicht nur für die Bundeswehr, sondern für die gesamte öffentliche digitale Infrastruktur. Janine Wissler (Die Linke) kritisierte, die höchste Führungsebene der Bundeswehr schaffe es nicht einmal, eine abhörsichere Videokonferenz abzuhalten. Das sei absurd und brandgefährlich zugleich. Die Tonmitschnitte machten deutlich, welche Gefahr mit der Lieferung von Taurus-Marschflugkörpern verbunden seien. „Statt Raketen zu liefern, die bis nach Moskau fliegen können, sollte Deutschland Verantwortung übernehmen und eine diplomatische Offensive zur Beendigung dieses Krieges starten“, so Wissler.
Der verteidigungspolitische Sprecher der AfD-Bundestagsfraktion, Rüdiger Lucassen, kritisierte den Militärischen Abschirmdienst und die Bundesregierung, deren Fahrlässigkeit und Führungslosigkeit Deutschland in Richtung Kriegspartei bewege. Die Leitung des MAD sei weder in der Lage, Gespräche auf höchster Ebene der Bundeswehr zu schützen, noch sei es der Behörde offenbar gelungen, Soldaten der Führungsebene im Umgang mit sensiblen Informationen ausreichend zu schulen und zu sensibilisieren.
Sevim Dağdelen (Bündnis Sahra Wagenknecht) äußerte, die „Angriffsplanungen führender Bundeswehroffiziere mit den deutschen Marschflugkörpern Taurus auch auf russisches Territorium“ seien weder mit dem Grundgesetz noch mit dem Völkerrecht vereinbar.
Der Politikwissenschaftler Carlo Masala von der Universität der Bundeswehr München sagte, es laufe „eine massive Desinformations- und Destabilisierungskampagne der Russischen Föderation gegen Deutschland“. Die Leaks seien „ein Höhepunkt“.

### Vereinigtes Königreich
Die britische Regierung äußert dazu: „Das ist offensichtlich eine Sache für Deutschland, dies zu untersuchen, und man hat das Wort von Bundeskanzler Scholz dazu“, sagte der Sprecher von Premierminister Rishi Sunak Journalisten. Scholz habe von einer sehr ernsten Angelegenheit gesprochen, die jetzt sehr sorgfältig untersucht werde.
Edward Lucas schrieb am 5. März in der Daily Mail, in jedem Land, das etwas auf sich halte, würde das Militär ein derart streng vertrauliches Gespräch mit speziellen Telefonen über verschlüsselte Leitungen führen. Deutschland sei eine Last im europäischen Sicherheitsverbund. „Die westlichen Verbündeten wurden gerade mit der Realität konfrontiert, dass unser größter und reichster europäischer Partner eine entsetzliche Belastung darstellt.“ Kein Bereich des deutschen Sicherheitsapparates sei in einem desolateren Zustand als seine ahnungslosen, durchlässigen Geheimdienste. Schon John Sipher (CIA) habe sie als „arrogant, inkompetent, bürokratisch, nutzlos“ beschrieben. Der Artikel wurde am 8. März von der Zeitschrift Stern in deutscher Übersetzung veröffentlicht.
Der frühere Verteidigungsminister Ben Wallace sagte der Times, man wisse, dass Deutschland von russischen Geheimdiensten „ziemlich durchdrungen“ sei. Das zeige, dass Deutschland weder sicher noch zuverlässig sei. Am 3. März bezeichnete der konservative Abgeordnete Bob Seely Deutschland im Telegraph als „unglaublich leichtfertig“. Der Guardian berichtete aus internen Quellen, das britische Verteidigungsministerium sei wahrscheinlich verärgert über das Leck, obwohl es zu allgemein sei, um wirklich Schaden anzurichten. Simon Jenkins (Guardian) vertrat die Auffassung, das Leck habe Wladimir Putins Behauptung gestärkt, „dieser Krieg werde vom Westen gegen Russland geführt, die Ukraine sei nur der Stellvertreter“.

### Russland
Der russische Außenminister Sergei Lawrow teilte mit, im abgehörten Gespräch werde deutlich, dass die „Kriegspartei“ (die westlichen Unterstützer der Ukraine) Russland eine „strategische Niederlage auf dem Schlachtfeld“ zufügen wollten. Seine Sprecherin Maria Sacharowa forderte ultimativ „Erklärungen von Deutschland“. Die Vermeidung einer Antwort werde man als Schuldeingeständnis bewerten. Sie interpretierte die Gespräche als Beweis für eine interne Spaltung der deutschen Regierung und der politischen Elite. Der Regierungssprecher Dmitri Peskow äußerte, der Mitschnitt mache deutlich, dass man im Inneren der Bundeswehr Pläne für Angriffe auf das Territorium der Russischen Föderation inhaltlich und konkret diskutiere.
Der stellvertretende Vorsitzende des Sicherheitsrats der Russischen Föderation, Dmitri Medwedew, interpretierte das Gespräch als Hinweis auf die direkte Verwicklung des Westens im Russisch-Ukrainischen Krieg. Er zitierte das Gedicht Töte ihn! von Konstantin Simonow aus dem Jahr 1942 und kommentierte auf Telegram: „Die ewigen Gegner, die Deutschen, sind wieder zu unseren Erzfeinden geworden“. Russland wolle Zurückhaltung üben. Der Vorfall werde aber nicht vergessen. Der Chef des Ausschusses für Internationale Angelegenheiten im russischen Oberhaus, Grigory Karasin, warf Deutschland „Heuchelei“ vor, insofern es angebe, es wolle keine Taurus-Raketen liefern und sei nicht am Krieg beteiligt, all dies aber im Hintergrund diskutiere. Karasin nannte es eine „Lüge“, dass die NATO nicht am Konflikt beteiligt sei und dies auch niemals passieren werde.

## Konsequenzen
Sechs Wochen nach dem Vorfall waren laut Darstellung der NZZ vom 16. April 2024 immer noch keine Ergebnisse der Untersuchung zum Disziplinarverfahren gegen Gerhartz bekannt. Die Beweislast wirke erdrückend, so dass zu fragen sei, ob der Verteidigungsminister mit zweierlei Maß messe, um Gerhartz aufgrund seiner Bedeutung zu schützen. Am 11. März 2024 hatte Bundesverteidigungsminister Pistorius auf einer Sondersitzung des Verteidigungsausschusses personelle Konsequenzen aus der Taurus-Abhöraffäre „vorerst“ abgelehnt. Er wolle Russlands Präsident Putin nicht „auf den Leim gehen und seine besten Offiziere wegen möglicher Fehler zu entlassen.“ Am 8. Mai wurde durch Darstellung von Business Insider bekannt, dass das Vorermittlungsverfahren gegen Gerhartz am 10. April 2024 eingestellt worden war. Grund für die Nichtaufnahme eines Strafverfahrens aufgrund vorliegender Anzeigen wegen Verletzung von Dienstgeheimnissen war der fehlende Anfangsverdacht. Es habe sich lediglich möglicherweise um eine fahrlässige Unachtsamkeit gehandelt. „Insbesondere lagen keine Anhaltspunkte für ein vorsätzliches Handeln des Angezeigten vor. Etwaige Unachtsamkeiten wären möglicherweise disziplinarrechtlich relevant, sind aber als fahrlässiges Handeln nicht strafbewehrt.“ Der lange Zeitraum zwischen Ereignis und Entscheidung löste ministeriumsintern Verwunderung aus, so Lars Petersen, Investigativ-Chef von Business Insider. Am 6. Juni wurde bekannt, dass Gerhartz und Gräfe in ihren Disziplinarverfahren zu einer Geldbuße in vierstelliger Höhe verurteilt wurden. Damit gilt der Vorgang als abgeschlossen, nach dem „Regelwerk“ seien weitere Sanktionen ausgeschlossen.